# Amarillos
Amarillos ist eine Ortschaft und eine Parroquia rural („ländliches Kirchspiel“) im Kanton Chaguarpamba der ecuadorianischen Provinz Loja. Die Parroquia besitzt eine Fläche von 21,67 km². Die Einwohnerzahl lag im Jahr 2010 bei 663.

## Lage
Die Parroquia Amarillos liegt am Westrand der Anden im Südwesten von Ecuador. Der etwa 1200 m hoch gelegene Hauptort befindet sich 5,5 km westlich des Kantonshauptortes Chaguarpamba. Die Parroquia erstreckt sich über einen
6,5 km langen bis zu 1650 m hohen Höhenkamm und reicht im Osten, im Norden und im Westen bis in die angrenzenden Flusstäler hinab. Das Gebiet wird nach Norden zum Río Yaguachi, linker Quellfluss des Río Puyango, entwässert.
Die Parroquia Amarillos grenzt im Nordosten und im Osten an die Parroquia Chaguarpamba, im Südosten an die Parroquia Olmedo (Kanton Olmedo) sowie im Südwesten und im Westen an die Parroquia Buenavista.

## Orte und Siedlungen
In der Parroquia gibt es neben dem Hauptort folgende Barrios:
- Acapulco
- Arabiscas
- El Sauce
- La Victoria
- Miraflores
- Naranjito
- Piedras
- Puente Guaduas
- San Miguel
- San Ramón
- Totumos

## Geschichte
Die Gründung der Parroquia Amarillos wurde am 30. April 1992 im Registro Oficial N° 926 bekannt gemacht.